# Nor-Am Cup 1998
La Nor-Am Cup 1998 fu la 23ª edizione della manifestazione organizzata dalla Federazione Internazionale Sci.
La stagione maschile iniziò il 19 dicembre 1997 a Sunday River, negli Stati Uniti, e si concluse il 31 marzo 1998 a Sun Peaks, in Canada; furono disputate 20 gare (2 discese libere, 4 supergiganti, 7 slalom giganti, 7 slalom speciali), in 8 diverse località. Lo statunitense Casey Puckett si aggiudicò sia la classifica generale, sia quella di slalom gigante; i suoi connazionali Ehlias Louis e Chris Puckett vinsero rispettivamente quelle di discesa libera e di supergigante, il canadese Stanley Hayer quella di slalom speciale. Lo statunitense Sacha Gros era il detentore uscente della Coppa generale.
La stagione femminile iniziò il 28 novembre 1997 a Winter Park/Breckenridge, negli Stati Uniti, e si concluse il 30 marzo 1998 a Sun Peaks, in Canada; furono disputate 23 gare (4 discese libere, 5 supergiganti, 7 slalom giganti, 7 slalom speciali), in 7 diverse località. La canadese Emily Brydon si aggiudicò sia la classifica generale, sia quelle di discesa libera e di supergigante; la statunitense Julie Parisien vinse la classifica di slalom gigante, la canadese Allison Forsyth quella di slalom speciale. La canadese Lindsey Roberts era la detentrice uscente della Coppa generale.

## Uomini

### Risultati
| Data             | Località      | Nazione     | Spec. | Primo          | Secondo        | Terzo             |
| ---------------- | ------------- | ----------- | ----- | -------------- | -------------- | ----------------- |
| 19 dicembre 1997 | Sunday River  | Stati Uniti | SL    | Andy LeRoy     | Michel Bortis  | Martin Tichý      |
| 20 dicembre 1997 | Sunday River  | Stati Uniti | SL    | Andy LeRoy     | Casey Puckett  | Brad Hogan        |
| 21 dicembre 1997 | Sunday River  | Stati Uniti | GS    | Casey Puckett  | Vincent Lavoie | Bode Miller       |
| 22 dicembre 1997 | Sunday River  | Stati Uniti | GS    | Bode Miller    | Dane Spencer   | Thomas Vonn       |
| 9 febbraio 1998  | Panorama      | Canada      | DH    | Ehlias Louis   | Darin McBeath  | Clic Bloomfield   |
| 23 febbraio 1998 | Sugarloaf     | Stati Uniti | SG    | Chris Puckett  | Casey Puckett  | Wisi Betschart    |
| 2 marzo 1998     | Stoneham      | Canada      | GS    | Casey Puckett  | Bode Miller    | Vincent Lavoie    |
| 3 marzo 1998     | Stoneham      | Canada      | GS    | Bode Miller    | Thomas Vonn    | Vincent Lavoie    |
| 5 marzo 1998     | Collingwood   | Canada      | SL    | Uroš Pavlovčič | Stanley Hayer  | Vincent Lavoie    |
| 6 marzo 1998     | Collingwood   | Canada      | SL    | Stanley Hayer  | Sacha Gros     | Vincent Lavoie    |
| 11 marzo 1998    | Mount Norquay | Canada      | GS    | Casey Puckett  | Darin McBeath  | Alain Baxter      |
| 12 marzo 1998    | Mount Norquay | Canada      | GS    | Casey Puckett  | Darin McBeath  | Kevin Stell       |
| 13 marzo 1998    | Mount Norquay | Canada      | SL    | Sacha Gros     | Gaku Hirasawa  | Stanley Hayer     |
| 14 marzo 1998    | Mount Norquay | Canada      | SL    | Bode Miller    | Sacha Gros     | Stanley Hayer     |
| 17 marzo 1998    | Jackson Hole  | Stati Uniti | SG    | Daron Rahlves  | Ehlias Louis   | Darin McBeath     |
| 20 marzo 1998    | Jackson Hole  | Stati Uniti | DH    | Ed Podivinsky  | Daron Rahlves  | Jeff Durand       |
| 28 marzo 1998    | Sun Peaks     | Canada      | SG    | Chris Puckett  | Casey Puckett  | Kevin Stell       |
| 28 marzo 1998    | Sun Peaks     | Canada      | SG    | Chris Puckett  | Vincent Lavoie | Casey Puckett     |
| 29 marzo 1998    | Sun Peaks     | Canada      | SL    | Bode Miller    | Sacha Gros     | Stanley Hayer     |
| 31 marzo 1998    | Sun Peaks     | Canada      | GS    | Dane Spencer   | Casey Puckett  | Jean-Philippe Roy |

Legenda:

DH = discesa libera

SG = supergigante

GS = slalom gigante

SL = slalom speciale

### Classifiche

#### Generale
| Pos. | Nome           | Nazione     | Punti |
| ---- | -------------- | ----------- | ----- |
| 1    | Casey Puckett  | Stati Uniti | 954   |
| 2    | Vincent Lavoie | Canada      | 727   |
| 3    | Bode Miller    | Stati Uniti | 686   |
| 4    | Dane Spencer   | Stati Uniti | 526   |
| 5    | Darin McBeath  | Canada      | 522   |
| 6    | Sacha Gros     | Stati Uniti | 505   |
| 7    | Jakub Fiala    | Stati Uniti | 429   |
| 7    | Stanley Hayer  | Canada      | 429   |
| 9    | Chris Puckett  | Stati Uniti | 422   |
| 10   | Andy LeRoy     | Stati Uniti | 417   |

#### Discesa libera
| Pos. | Nome            | Nazione     | Punti |
| ---- | --------------- | ----------- | ----- |
| 1    | Ehlias Louis    | Stati Uniti | 118   |
| 2    | Casey Puckett   | Stati Uniti | 104   |
| 3    | Darin McBeath   | Canada      | 102   |
| 4    | Ed Podivinsky   | Canada      | 100   |
| 5    | Clic Bloomfield | Stati Uniti | 96    |
| 5    | Jeff Durand     | Canada      | 96    |

#### Supergigante
| Pos. | Nome           | Nazione     | Punti |
| ---- | -------------- | ----------- | ----- |
| 1    | Chris Puckett  | Stati Uniti | 324   |
| 2    | Jakub Fiala    | Stati Uniti | 312   |
| 3    | Casey Puckett  | Stati Uniti | 176   |
| 4    | Vincent Lavoie | Canada      | 170   |
| 5    | Wisi Betschart | Stati Uniti | 158   |

#### Slalom gigante
| Pos. | Nome           | Nazione     | Punti |
| ---- | -------------- | ----------- | ----- |
| 1    | Casey Puckett  | Stati Uniti | 530   |
| 2    | Bode Miller    | Stati Uniti | 425   |
| 3    | Vincent Lavoie | Canada      | 355   |
| 4    | Dane Spencer   | Stati Uniti | 339   |
| 5    | Darin McBeath  | Canada      | 306   |

#### Slalom speciale
| Pos. | Nome           | Nazione     | Punti |
| ---- | -------------- | ----------- | ----- |
| 1    | Stanley Hayer  | Canada      | 360   |
| 2    | Sacha Gros     | Stati Uniti | 340   |
| 3    | Andy LeRoy     | Stati Uniti | 307   |
| 4    | Brad Hogan     | Stati Uniti | 291   |
| 5    | Uroš Pavlovčič | Slovenia    | 212   |

## Donne

### Risultati
| Data             | Località                 | Nazione     | Spec. | Prima            | Seconda            | Terza                           |
| ---------------- | ------------------------ | ----------- | ----- | ---------------- | ------------------ | ------------------------------- |
| 28 novembre 1997 | Winter Park/Breckenridge | Stati Uniti | GS    | Sarah Schleper   | Nataša Bokal       | Edith Rozsa                     |
| 29 novembre 1997 | Winter Park/Breckenridge | Stati Uniti | SL    | Kristina Koznick | Petra Haltmayr     | Tasha Nelson                    |
| 30 novembre 1997 | Winter Park/Breckenridge | Stati Uniti | SL    | Petra Haltmayr   | Tasha Nelson       | Sarah Schleper                  |
| 1º dicembre 1997 | Winter Park/Breckenridge | Stati Uniti | GS    | Annemarie Gerg   | Nataša Bokal       | Alenka Dovžan                   |
| 7 dicembre 1997  | Lake Louise              | Canada      | SG    | Jonna Mendes     | Emily Brydon       | Amber Guaraglia                 |
| 7 dicembre 1997  | Lake Louise              | Canada      | SG    | Jonna Mendes     | Amber Guaraglia    | Tiffany Hoversten               |
| 11 dicembre 1997 | Lake Louise              | Canada      | DH    | Emily Brydon     | Alison Powers      | Susie Whan                      |
| 12 dicembre 1997 | Lake Louise              | Canada      | DH    | Emily Brydon     | Sara-Maude Boucher | Libby Ludlow                    |
| 1º gennaio 1998  | Waterville Valley        | Stati Uniti | SL    | Allison Forsyth  | Caroline Lalive    | Sarah Schleper                  |
| 2 gennaio 1998   | Waterville Valley        | Stati Uniti | SL    | Sarah Schleper   | Edda Mutter        | Allison Forsyth Alexandra Krebs |
| 4 gennaio 1998   | Sugarbush                | Stati Uniti | GS    | Julie Parisien   | Tatum Skoglund     | Jonna Mendes                    |
| 4 gennaio 1998   | Sugarbush                | Stati Uniti | GS    | Allison Forsyth  | Jonna Mendes       | Geneviève Simard                |
| 10 febbraio 1998 | Crested Butte            | Stati Uniti | SG    | Emily Brydon     | Libby Ludlow       | Alison Powers                   |
| 10 febbraio 1998 | Crested Butte            | Stati Uniti | SG    | Emily Brydon     | Alexandra Munteanu | Libby Ludlow                    |
| 13 febbraio 1998 | Crested Butte            | Stati Uniti | DH    | Alison Powers    | Emily Brydon       | Amber Guaraglia                 |
| 14 febbraio 1998 | Crested Butte            | Stati Uniti | DH    | Alison Powers    | Emily Brydon       | Amber Guaraglia                 |
| 11 marzo 1998    | Bogus Basin              | Stati Uniti | GS    | Julie Parisien   | Allison Forsyth    | Sarah Schleper                  |
| 12 marzo 1998    | Bogus Basin              | Stati Uniti | GS    | Julie Parisien   | Allison Forsyth    | Sarah Schleper                  |
| 13 marzo 1998    | Bogus Basin              | Stati Uniti | SL    | Allison Forsyth  | Tasha Nelson       | Emily Brydon                    |
| 14 marzo 1998    | Bogus Basin              | Stati Uniti | SL    | Julie Parisien   | Allison Forsyth    | Alexandra Shaffer               |
| 28 marzo 1998    | Sun Peaks                | Canada      | SG    | Kathleen Monahan | Allison Forsyth    | Emily Brydon                    |
| 29 marzo 1998    | Sun Peaks                | Canada      | SL    | Julie Parisien   | Alexandra Krebs    | Tasha Nelson                    |
| 30 marzo 1998    | Sun Peaks                | Canada      | GS    | Julie Parisien   | Allison Forsyth    | Sarah Schleper                  |

Legenda:

DH = discesa libera

SG = supergigante

GS = slalom gigante

SL = slalom speciale

### Classifiche

#### Generale
| Pos. | Nome              | Nazione     | Punti |
| ---- | ----------------- | ----------- | ----- |
| 1    | Emily Brydon      | Canada      | 1029  |
| 2    | Allison Forsyth   | Canada      | 938   |
| 3    | Julie Parisien    | Stati Uniti | 718   |
| 4    | Sarah Schleper    | Stati Uniti | 639   |
| 5    | Jonna Mendes      | Stati Uniti | 503   |
| 6    | Alison Powers     | Stati Uniti | 422   |
| 7    | Libby Ludlow      | Stati Uniti | 420   |
| 8    | Amber Guaraglia   | Stati Uniti | 358   |
| 9    | Tiffany Hoversten | Stati Uniti | 356   |
| 10   | Alexandra Krebs   | Stati Uniti | 326   |

#### Discesa libera
| Pos. | Nome            | Nazione     | Punti |
| ---- | --------------- | ----------- | ----- |
| 1    | Emily Brydon    | Canada      | 360   |
| 2    | Alison Powers   | Stati Uniti | 280   |
| 3    | Amber Guaraglia | Stati Uniti | 210   |
| 4    | Susie Whan      | Australia   | 160   |
| 5    | Holly Shelton   | Stati Uniti | 130   |

#### Supergigante
| Pos. | Nome            | Nazione     | Punti |
| ---- | --------------- | ----------- | ----- |
| 1    | Emily Brydon    | Canada      | 390   |
| 2    | Jonna Mendes    | Stati Uniti | 245   |
| 3    | Libby Ludlow    | Stati Uniti | 197   |
| 4    | Amber Guaraglia | Stati Uniti | 140   |
| 5    | Alison Powers   | Stati Uniti | 125   |

#### Slalom gigante
| Pos. | Nome            | Nazione     | Punti |
| ---- | --------------- | ----------- | ----- |
| 1    | Julie Parisien  | Stati Uniti | 458   |
| 2    | Allison Forsyth | Canada      | 415   |
| 3    | Sarah Schleper  | Stati Uniti | 336   |
| 4    | Jonna Mendes    | Stati Uniti | 190   |
| 5    | Tatum Skoglund  | Stati Uniti | 170   |

#### Slalom speciale
| Pos. | Nome            | Nazione     | Punti |
| ---- | --------------- | ----------- | ----- |
| 1    | Allison Forsyth | Canada      | 443   |
| 2    | Sarah Schleper  | Stati Uniti | 303   |
| 3    | Tasha Nelson    | Stati Uniti | 280   |
| 4    | Alexandra Krebs | Stati Uniti | 261   |
| 5    | Julie Parisien  | Stati Uniti | 228   |